# Fontenay-près-Chablis
Fontenay-près-Chablis – miejscowość i gmina we Francji, w regionie Burgundia-Franche-Comté, w departamencie Yonne.
Według danych na rok 1990 gminę zamieszkiwały 144 osoby, a gęstość zaludnienia wynosiła 29 osób/km² (wśród 2044 gmin Burgundii Fontenay-près-Chablis plasuje się na 767. miejscu pod względem liczby ludności, natomiast pod względem powierzchni na miejscu 1237.).